# سارات ثانارارت
سارات ثانارارت (بالتايلاندية: สฤษดิ์ ธนะรัชต์)، هو رئيس وزراء تايلاند الحادي عشر. وصل عبر انقلاب عسكري إلى السلطة.

## روابط خارجية
- سارات ثانارارت على موقع الموسوعة البريطانية (الإنجليزية)
- سارات ثانارارت على موقع مونزينجر (الألمانية)